# Scott Strausbaugh
Scott D. Strausbaugh (ur. 23 lipca 1963 w  Yorku w Pensylwanii) – amerykański kajakarz górski. Złoty medalista olimpijski z Barcelony.
Igrzyska w Barcelonie były jego jedyną olimpiadą (kajakarstwo górskie wróciło do programu po dwudziestu latach), partnerował mu Joe Jacobi.